# Roland Grip
Bruno Roland Grip, född 1 januari 1941 i Föllinge, Jämtland, död 9 februari 2024 i Valsätra, Uppsala, var en svensk fotbollsspelare.
Grip spelade vänsterback i AIK och gjorde allsvensk debut den 26 april 1964. 1970 blev han ettårsfall i övergången till IK Sirius.   Han spelade i Sirius mellan åren 1971 och 1975. Han avslutade karriären 1976 i SK Iron. Han blev senare tränare i SK Iron åren 1980 till 1982.
Roland Grip spelade 55 landskamper, deltog i två VM-slutspel 1970 och 1974 och fick ta emot Stora Grabbars Märke i fotboll.
Roland Grip hade under hela sin fotbollskarriär ett heltidsarbete. 1988 startade han sitt eget byggnadsbolag.